# Archibald Currie
Archibald Currie (district Beneden-Cottica, 7 maart 1888 - Rijswijk (Zuid-Holland), 28 november 1986) was een Surinaams politicus. Hij was de eerste geboren en getogen Surinamer die gouverneur van Suriname werd.
Currie begon zijn loopbaan als landmeter en was later onder andere hypotheekbewaarder en hoofd van het Domeinkantoor. Hij werd in 1947 districtscommissaris en daarna commissaris van politie te Paramaribo.
Na de verkiezingen in 1949 werd hij NPS-Statenlid. In juli 1950 werd Currie landsminister van Financiën. Toen de regeringsraad (kabinet) onder leiding van De Miranda in januari 1951 viel over de Hospitaalkwestie volgden op 14 maart 1951 vervroegde verkiezingen. Onder Buiskool kwam hij terug als landsminister voor Economische en Sociale Zaken.
In maart 1952 nam Currie ontslag vanwege een debat over de deviezenpolitiek waarbij hij werd opgevolgd door J.C. Curiël. Een half jaar later nam ook Buiskool ontslag waarna een wijziging volgde in de regeringsraad waarbij Alberga premier van Suriname werd en Currie terugkwam als landsminister van Binnenlandse Zaken. Toen Alberga drie maanden later plotseling overleed kreeg Currie ad interim de portefeuille van Algemene Zaken erbij waarmee hij tevens premier van Suriname werd. Pas op 20 augustus 1954 volgde de officiële benoeming. Op 15 december van dat jaar tekende Currie namens Suriname in de Haagse Ridderzaal de acte van bevestiging van het Statuut voor het Koninkrijk der Nederlanden.
Bij de verkiezingen van 1955 kreeg de NPS slechts 2 van de 21 zetels in de Staten waarna een coalitie volgde van het 'Eenheidsfront' (13 zetels, bestaande uit SDP, PSV, Partij Suriname en KTPI) met Johan Ferrier als premier.
Van 19 maart 1962 tot 3 maart 1963 was Currie waarnemend gouverneur van Suriname en van 23 maart 1963 tot 24 september 1964 was hij gouverneur van Suriname. Daarmee was hij de eerste geboren en getogen Surinamer met die functie. In 1964 werd de intussen 75-jarige Currie op eigen verzoek eervol ontslag verleend waarna François Haverschmidt, president van het Hof van Justitie in Paramaribo, tot waarnemend gouverneur werd beëdigd. In februari 1965 volgde Henry Lucien de Vries hem op als gouverneur.
Bij het presidentieel paleis staat een door Jozef Klas gemaakt beeld van gouverneur Currie.